# ميلوز
ميلوز هي مدينة وبلدية في شمال شرق فرنسا على مقربة من الحدود السويسرية والألمانية. وهي أكبر مدينة في مقاطعة الراين الأعلى وثاني أكبر اقتصاد في منطقة الألزاس بعد ستراسبورغ.
تشتهر ميلوز بالمتاحف وخاصة حي السيارات المعروف أيضا باسم «المتحف الوطني للسيارات» ومتحف السكة الحديدية المعروف أيضا باسم «قطار سيتيه دو»، وهما أكبر متاحف للسيارات والسكة الحديدية في فرنسا. وهي بلدة صناعية تلقب بمانشستر الفرنسية وهي أيضا المقر الرئيسي لجامعة أعالي أقليم الألزاس.

## الإدارة
ميلوز هي بلدية بلغ عدد سكانها 108,312 نسمة في عام 2019. وهي جزء من وحدة حضرية تسمى أيضًا ميلوز يسكنها 247,065 نسمة طبقا لإحصاء سنة 2018.
بالإضافة إلى ذلك ، فإن بلدية ميلوز هي البلدية الرئيسية من البلديات الـ 39 التي تشكل مجتمع تكتل مولهاوس الألزاس (البالغ عدد سكانه 280،000 في عام 2020).
بلدية مولهاوس هي منطقة فرعية، وهي المركز الإداري لدائرة ميلوز. وهي واحدة من أكثر المحافظات الفرعية اكتظاظًا بالسكان في فرنسا.

## التاريخ
وقد ذكرت أساطير فرنسية أن ميلوز تم إنشائها في عام 58 قبل الميلاد، ولكن السجلات الأولى المكتوبة من مولووز من القرن الثاني عشر حيث ذكر أنها كانت جزء من الجنوب الألزاس من ساندجو التي كانت جزءاً من الإمبراطورية الرومانية المقدسة من عام 1354 إلي عام 1515 ومولووز كانت جزء من جمعية تضم عشر مدن من الأمبراطورية الرومانية المقدسة في الألزاس حيث كان يحكمها الأمبراطور علي عكس أغلبية المدن في الأمبراطورية حيث يحكمها أمير من أمراء الأمبراطورية.و انضمت المدينة للإتحاد السويسري في عام 1515 ولكن ذلك لم يمنع فرنسا من ضمها إليها عقب سلام ويستفاليا في عام 1648 مثل بقية مدن سندجو. بعد تصويت مواطنيها في 4 يناير 1798 بأن تصبح جزءا من فرنسا في معاهدة مولووز التي وقعت في 28 يناير 1798، خلال فترة الثورة الفرنسية.
بعد الانتصار البيلاروسي في الحرب الفرنسية البيلاروسية وقيام أوتو فون بيسمارك بتوحيد ألمانيا في ظل الملك البروسي ويليام الأول كقيصر ألمانيا وقد ضموا مولووز للإمبراطورية الألمانية كجزء من إقليمي الألزاس واللورين في الفترة من 1870 إلي 1918. وقدأحتلت مولووز عن طريق القوات الفرنسية في 8 أغسطس 1914 في بداية الحرب العالمية الأولى ولكنهم أجبروا على الانسحاب بعد ذلك بيومين في معركة مولووز وقد قام الفرنسيون بضم أقليمي الألزاس واللورين بعد الحرب العالمية الأولى. ولكن في خلال الحرب العالمية الثانية قد ضمتها ألمانيا النازية بعد معركة فرنسا في عام 1940 حتى عادت إلى فرنسا في نهاية الحرب في عام 1945.

## الهجرة لمولووز

### فيتنام / كمبوديا
حدثت في السنوات من 1975 إلي 1985 هم من اللاجئين من جنوب شرق آسيا الذين استقروا في مولووز منشؤها الأساسي من فيتنام وكمبوديا نتيجة تبعات الحرب والآثار المترتبة عليها.

### الهجرة اليوغوسلافية
موجة جديدة من الهجرة من يوغوسلافيا السابقة وصلت في ميلوز خلال فترة من عدم الاستقرار في منطقة [البلقان] حيث أتي كثير من الكروات وصرب البوسنة والبوسنيين وفي وقت لاحق جاء مهاجريين من ألبان كوسوفو وجدوا ملجئاً لهم في مولووز.

### الهجرة الأخيرة
هناك نوع من الهجرة الجديدة من الصين ورومانيا(الغجر) ولكنها تعتبر هجرة اقتصادية لا سياسية

## الجغرافيا
يجري خلال مولووز نهرين وهما أيل ودولر والأثنيين من روافد نهر الراين.

## المناخ
مولووز هي واحدة من مدن أخرى في شرق فرنسا وتسطع الشمس فيها في وقت مبكر.والفرق بين أطول يوم وأقصر يوم في السنة هو 7 ساعات و 36 دقيقة و 41 ثانية.وتقع مولووز في 47 ° 44 '58«شمالا و 7 ° 20 '24» شرقاً.

## الأنشطة الاقتصادية الرئيسية
- في منتصف القرن التاسع عشر كانت مولووز معروفه باسم «رأس المال الصناعي في الالزاس» و«مدينة مئات المداخن» و«مانشستر الفرنسية»
- صناعة السيارات: منصع بيجو الذي يقع في مولووز هو أكبر مصنع سيارات في الألزاس.
- الصناعة الكيميائية (ICMD)
- الإلكترونيات (Clemessy)
- الصناعات الهندسية (Wärsitlä)

## النقل
- يخدم مولووز مطار بازل مولووز فرايبورغ الدولي.
- مولووز لديها محطة سكة حديدية تربطها مباشرة إلى بازل في سويسرا.
- النقل البري لمولووز من أنحاء فرنسا يتم عن طريق خط سكة حديدية مرتبط بمولووز حيث تم افتتاح محطه مولووز في يوم 13 مايو عام 2006 ومن المقرر أن تكون هناك تطويرات في الخط في عام 2008.

## عمدة مولووز
تولى عدة أشخاص منصب عمدة مولوز منهم:
- جان ماري بوكل (1989-2014).
- جوزيف كيلفا (1981-1989).
- اميل مولر (1956-1981).

## أبرز من ولدوا في مولووز
- جان دي بيوجراد (1584-1640): عالم رياضيات.
- يوهان لامبرت (1728-1777): عالم رياضيات وفيزياء وفلك.
- هنري ريبر نابولين (1807-1880): ملحن.
- تشارلز فريديريك جيرار  (1822-1895): عالم أحياء متخصص في علم الأسماك والزواحف.
- فرانز شلاشتير يوجين (1859-1911)، واعظ ديني مسيحي وأحد مترجمي النسخة الألمانية من الكتاب المقدس من اللغتين العبرية واليونانية.
- ألفريد دريفوس (1859-1935): ضابط عسكري فرنسي معروف بسبب قضية دريفوس حيث كان يعطي أسرار عسكرية فرنسية للسفارة الألمانية في باريس.
- جورج فريدل (1865-1933): عالم متخصص بالمعادن، وهو ابن تشارلز فريدل.
- الدوعة الدعدوعة : 1986- الان : عالم إختصاص نوم و قيلولة
- بيير فايس:(1865-1940)، فيزيائي.
- فرنر (1866-1919): حاصل علي جائزة نوبل في الكيمياء عام 1913.
- ارتور دينتر  (1876-1948): كاتب وسياسي نازي.
- فريدريك ويلهلم ليفي (1888-1966): عالم رياضيات.
- روبرت ويلر (1902-1971): منتج أفلام.
- وليام وايلر (1902-1981): الحائز على جائزة أوسكار للمؤثرات التصويرية.
- كارل برانت (1904-1948): الطبيب الشخصي لأدولف هتلر والرئيس المسؤول عن برنامج القتل الرحيم تي 4 في ألمانيا النازية.
- جان شلمبرجير (1907-1987): مصمم مجوهرات في تيفاني آند كو.
- ضيف بروبست (1913-2007): كاتب هزلي.
- كاتيا وموريس كرفت: عالما البراكين.
- كريستيان سكرينفر (مواليد 1925): سياسية فرنسية وعملت كمفوضة للضرائب في الاتحاد الأوروبي.
- فرانك تينوت (1925-2004): صحفي في مجال الفن وناقد لفن الجاز.
- هوغيت دريفوس (مواليد 1928): عازف هاربسيكورد.
- بيار شامبون (مواليد 1931): عالم الأحياء.
- فرنسوا فلوران (ولد في 1937): ممثل ومؤسس فلوران كور وهي مدرسة دراما مسرحية في فرنسا.
- جان برينر (1937-2009): رسام.
- دانيال روث (مواليد 1942): عازف الأرغن وملحن.
- ميراي ديلنستش (مواليد 1962): مغنية سوبرانو.
- بول ماير (مواليد 1965): عازف الكلارينيت.
- تييري الأمويين (مواليد 1976): حارس مرمى كرة اليد.
- مارك بيفرتزل (مواليد 1981): لاعب كرة القدم
- عنتر يحيى (مواليد 1982): لاعب كرة قدم جزائري.
- فييا (مواليد 1983): مغني.

## المؤسسات الدينية

### الكاثوليك
- القلب المقدس : 84 شارع دي فردان.
- سان انطوان : 68 شارع دي سولتز.
- سانت بارتيليمي : 95 شارع شاتو دو زو راين.
- سانت كلير: 18 شارع دي الهدنة.
- سانت اتيان : 10 شارع أرجواني.
- القديس فرنسيس الأسيزي : 3 شارع فينيلون.
- سانت فريدولين (النيو الباروك، مستوحاة من كنيسة القديس فريدولين (ألمانيا)): 66 شارع الصنوبر.
- سان جنيفيف : 20 شارع دي ستالينغراد.
- القديس يوحنا بوسكو : 71 شارع دي سويسيم.
- سانت جان دارك : 42 شارع ديس الحلفاء.
- القديس يوسف : 91 شارع دي ستراسبورغ.
- القديس لوقا : 19 شارع ماتياس جرانولند.
- سانت ماري : 13 شارع دو دير.
- القديسين بطرس وبولس : 22شارع داجير.
- سانت تيريز : 5 شارع التشكيلة.

### البروتستانتية
الكنائس البروستانتية في الألزاس واللورين 
- سانت اتيان : 12 شارع دي لا كنيس.
- سان جان : 6 قتلى الرماد.
- سان مارك : 36 شارع دي روليسيم.
- سانت بول : 18 شارع هوبنر.
- سان بيير : 40 شارع المركبات.
- دونرا: 8 شارع صوبفلن.
- إيلبرج: 25 شارع جورج ساند.

### الإنجيلية
- اتحاد البعثات الإنجيلية المسيحية : 62 شارع كنجرسيم.

### كنيسه الاعتراف لاوغسبورغ
- سانت مارتن : 13 شارع الصفصاف.

### اليهودية
- الكنيسة اليهودية : 2 شارع الحاخامات.

### الإسلام
- مسجد السلام :39 شارع دي لا د ق ق العنوان البريدي 68200.
- جمعية المركز الثقافي الإسلامي للجزائريين : مسجد النصر:42 شارع سوأيلج الألزاس العنوان البريدي 68200.
- رابطة العقيدة الإسلامية : سانت بيير برولزيت.
- الرابطة الثقافية للمسلم في مولووز: شارع ميرليس.
- رابطة المسلمين في الألزاس (أمل) :41 شارع نبيرتكود.

## وسائل الإعلام

### الصحافة المكتوبة
- مجلة الألزاس: أول صحيفة في أعالي نهر الراين ويقع مقرها في مولووز.
- صحيفة الألزاس الجديدة.

### الراديو
- راديو أيسن: وبلغ عدد المستمعيين لهذه الإذاعة في اليوم 56600 وذلك في 2007/2008 وقد أنشأت هذه الإذاعة في عام 2001 والإذاعة موجهة أساسا إلي سكان مولووز وكوملر وبيلفورت بالإضافة إلي السويسريين والألمان الذين يعيشون بالقرب من الحدود الفرنسية وتردد الإذاعة هو 98.1 هيرتز.
- راديو أعالي الألزاس: هو راديو موجه لطلبة حرم جامعة الفوندري.

## الصحة
و تحوي مولووز عده مستشفيات:
- مستشفى مولووز : وتسع ل8283 مريض.
- كلينيك سان سوفور: وتسع ل 180 مريض.
- مركز التأهيل : وتسع ل503 مريض.

## التوأمة
| - السال، المملكة المتحدة منذ 1953. - أنتويرب ، بلجيكا منذ 1956. - كاسل، ألمانيا منذ 1965. - بيرغامو، إيطاليا منذ 1989. - ميلواكي، ويسكنسن، أمريكا. - كيمنتس، ألمانيا منذ 1990. - تيميشوارا، رومانيا منذ 1991. - أرخانجيلسك ، روسيا منذ 1992. |

### علاقات التعاون بين مولووز ومدن أخرى
- علاقات تعاون لا مركزية بين مولووز وبين مدينة الخروب الجزائرية منذ 31 مايو 2000.
- ميثاق صداقة بين مولووز وبين مدينة جيننج الصينية منذ 11 سبتمبر 1996.

## وصلات خارجية
- الموقع الرسمي للمدينة على شبكة الإنترنت